# Matteo Spreafico
Matteo Spreafico (Erba, 15 febbraio 1993) è un ciclista su strada italiano, che corre per il team MG.K Vis Colors for Peace.

## Carriera
Nato nel 1993 a Erba, in provincia di Como, è figlio di Maurizio Spreafico, che ha corso da professionista dal 1987 al 1989 con Remac, Fanini e Verynet.
Nel 2014, a 21 anni, passa alla squadra Continental del Team Idea, con la quale aveva già corso da stagista nel 2012. Rimasto anche nella stagione 2015, nel 2016 passa invece all'ucraina Kolss BDC Team. Nel 2017 si trasferisce all'Androni, squadra Professional Continental, con la quale prende parte al Giro di Lombardia 2018, arrivando 96º. Sempre nel 2018 si aggiudica una tappa e la classifica generale della Vuelta a Venezuela.
Il 26 ottobre del 2020 viene licenziato dalla Vini Zabù KTM dopo essere stato trovato positivo a due controlli antidoping durante il Giro d'Italia ed aver, in seguito, confessato l'uso di sostanze dopanti Viene squalificato fino al 21 ottobre 2023.

## Palmarès
- 2018 (Androni, due vittorie)

5ª tappa Vuelta a Venezuela (Santuario de la Virgen del Coromoto > Guanare, cronometro)
Classifica generale Vuelta a Venezuela

## Piazzamenti

### Grandi Giri
- Giro d'Italia

2020: non partito (19ª tappa)

### Classiche monumento
- Giro di Lombardia

2018: 96º
2020: 84º